# Erdfunkstelle Raisting
Koordinaten: 47° 54′ 0″ N, 11° 6′ 46″ O

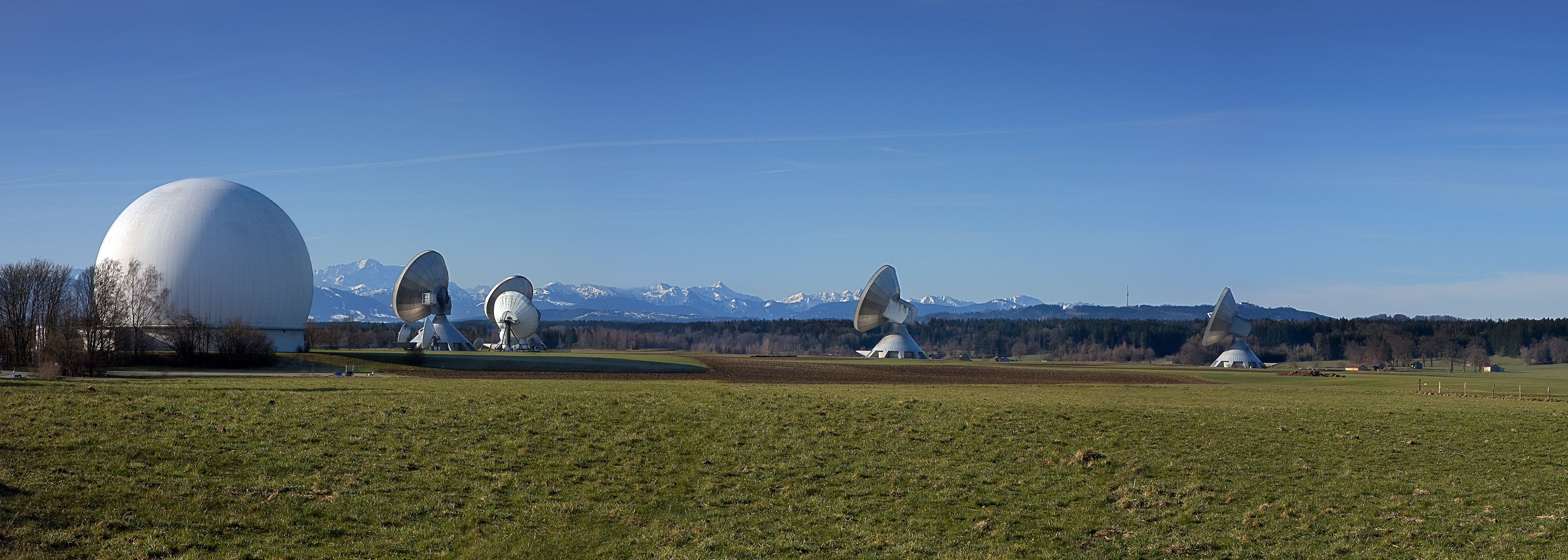
Antennen der Erdfunkstelle Raisting

Erdfunkstelle Raisting mit der Kirche St. Johann im Felde – Panorama

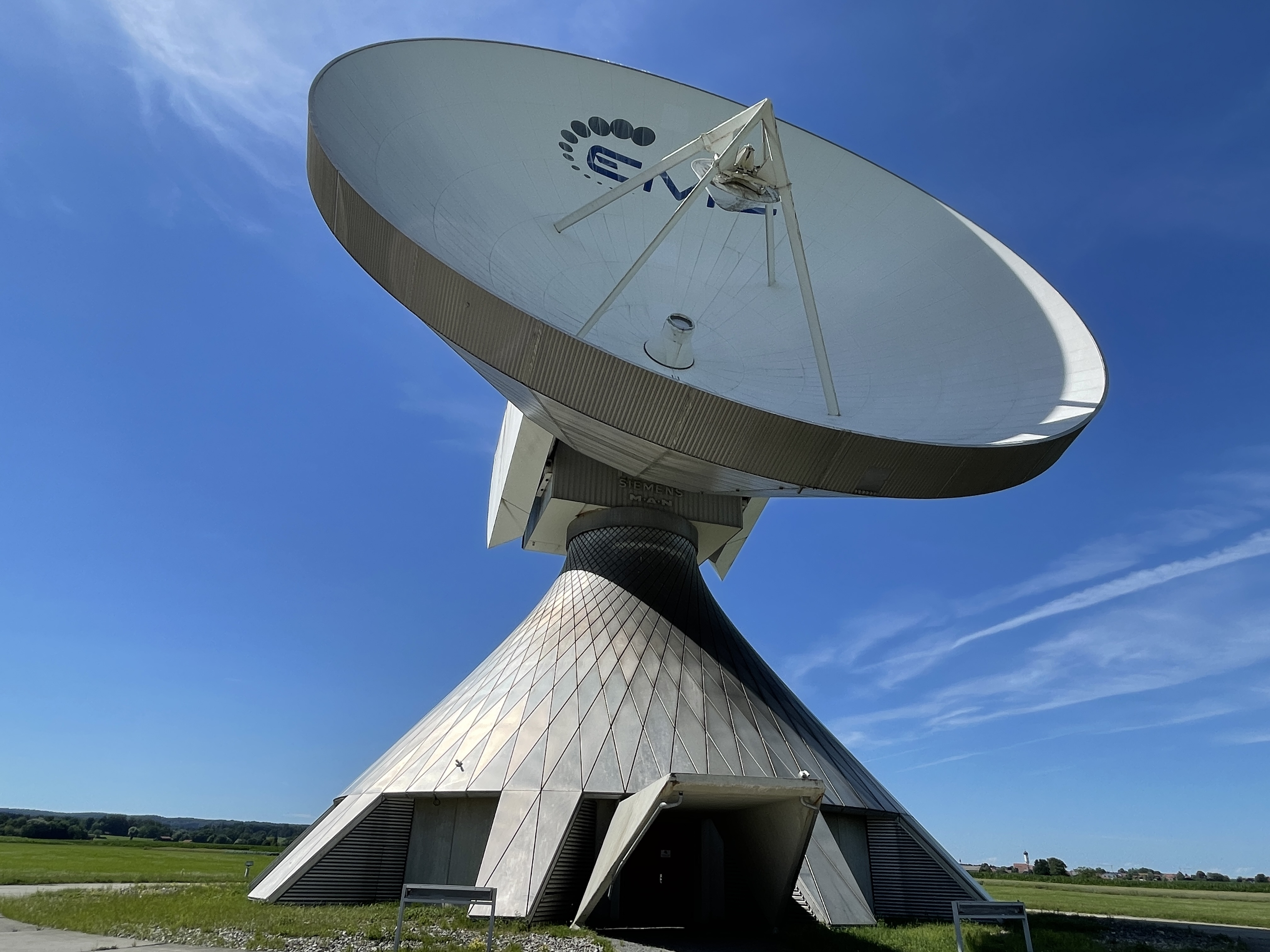
Antenne 4 der Erdfunkstelle Raisting (2022)

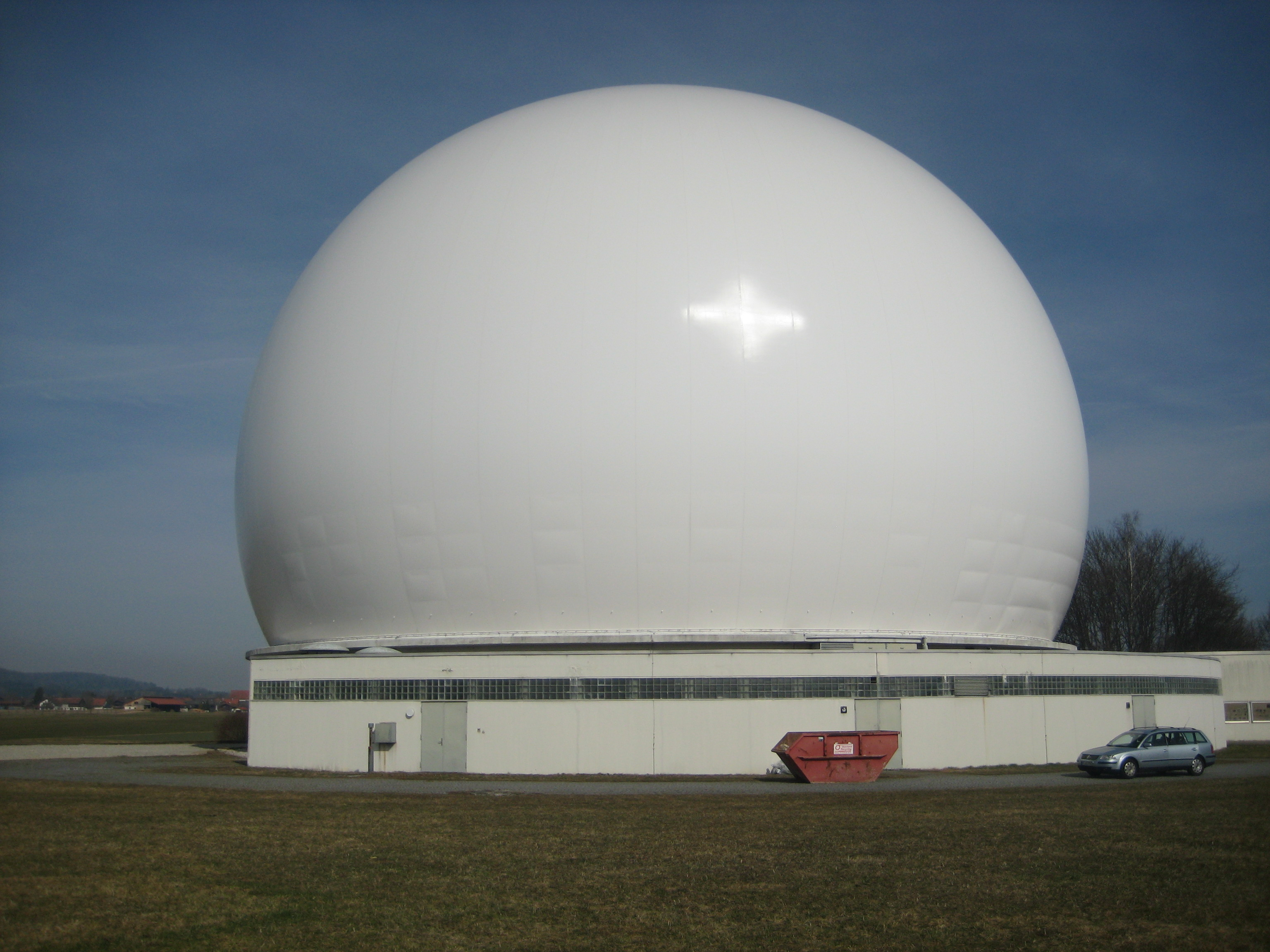
Radom (2011)

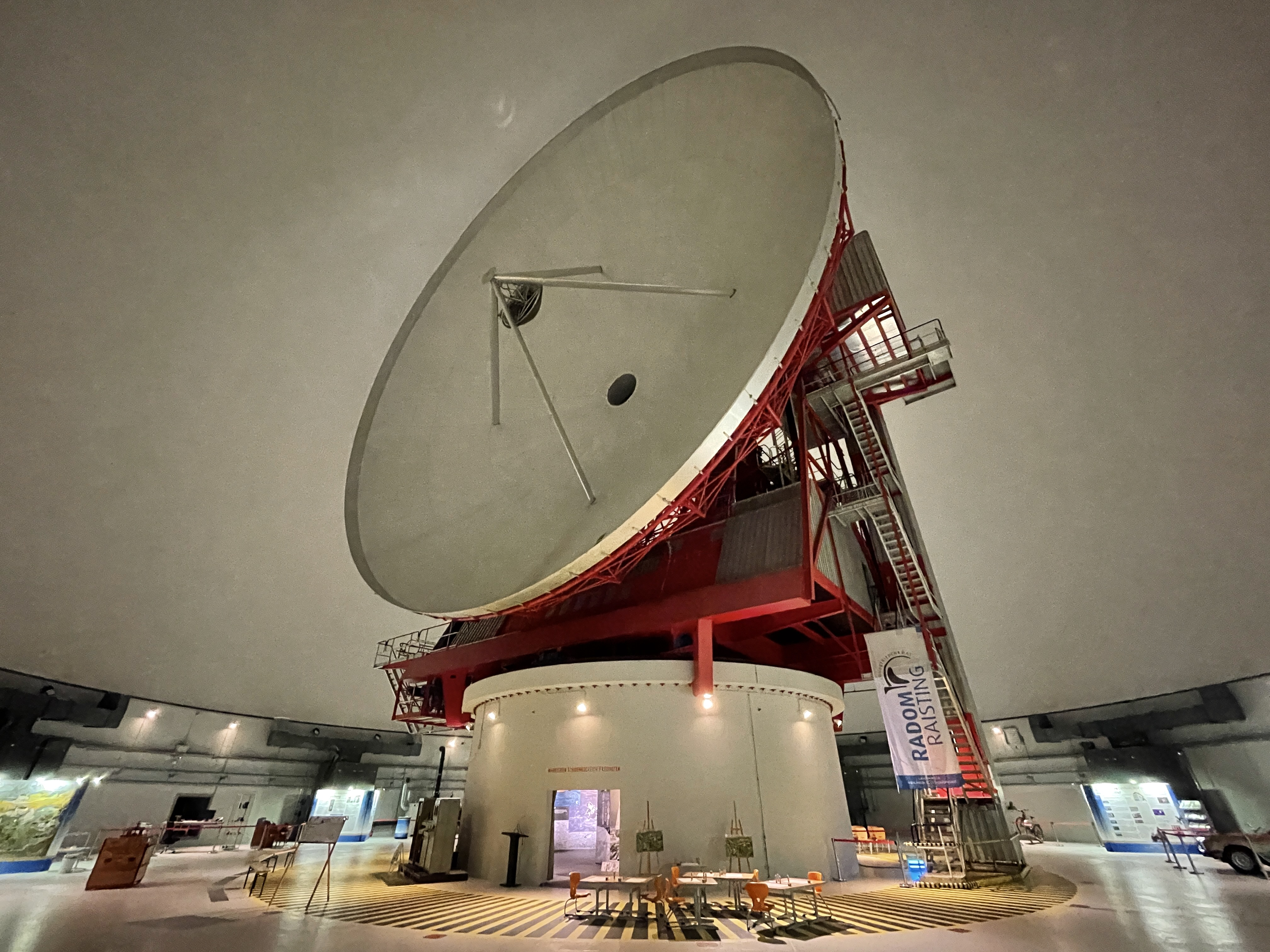
Antenne im Radom der Erdfunkstelle Raisting (2022)

Die Erdfunkstelle Raisting ist eine Erdfunkstelle für die Kommunikation mit Nachrichtensatelliten. Mit ihren weithin sichtbaren Parabolantennen stellt sie ein Wahrzeichen des Weilheimer Landes am Südende des Ammersees dar.

## Geschichte
Nach der Prüfung mehrerer Standorte in Deutschland entschied man sich für den 1963 begonnenen Bau südlich von Raisting, da durch die topographischen Verhältnisse in der „Raistinger Wanne“ mit Hügelketten im Osten und Westen sowie den Alpen im Süden terrestrische Funksignale weitgehend abgeschirmt werden.
Die Erdfunkstelle (auch „Erdefunkstelle“) bei Raisting wurde 1964 von der Deutschen Bundespost in Betrieb genommen. Sie gehörte zuletzt zur Unternehmenssparte T-Systems der Deutschen Telekom AG.
Am 12. Januar 2006 wurde die Erdfunkstelle von der T-Systems an das US-Telekommunikations-Unternehmen Emerging Markets Communications Inc. (EMC) verkauft. EMC stellt insbesondere im Auftrag von Hilfsorganisationen und verschiedenen Agenturen der Vereinten Nationen weltweit satellitengestützte Telekommunikationslösungen bereit.
Die Parabolantenne diente als Vorlage für die 50-Pfennig-Briefmarke der Dauermarkenserie Industrie und Technik der Deutschen Bundespost.

## Antenne 1
Die Antenne 1 befindet sich in einer strebenlosen, kugelförmigen Traglufthalle, einem Radom. Der Bau wurde 1963/64 nach Plänen von Hans Maurer errichtet. Die Antenne ist inzwischen nicht mehr offiziell in Betrieb, allerdings arbeiten Studenten der Technischen Universität München zurzeit daran, die Antenne wieder in Betrieb zu nehmen. Sie sollte ursprünglich im Rahmen der ESMO-Mission (European Student Moon Orbiter) der Europäischen Raumfahrtagentur (ESA) als Bodenstation dienen. Das ESMO-Projekt wurde jedoch von der ESA eingestellt. Stattdessen werden nun andere Projekte im Radom verfolgt.
Das Radom mit der darin befindlichen Parabolantenne mit 25 m Durchmesser sollte abgerissen werden, wurde aber 1999 unter Denkmalschutz gestellt. Es handelt sich um ein technisches Denkmal. 2009 wurde vom Kreistag die Erhaltung als technisches Museum beschlossen. Die gesamte Sende- und Empfangsanlage und der Drehmechanismus werden derzeit saniert.
Ende September 2010 wurde die Hülle im Auftrag der Radom Raisting GmbH ausgetauscht.
Am 28. Februar 2020 riss ein Sturm die Hülle des Radom herunter; sie lag danach unten auf dem Sockel des Bauwerks. Wasser drang in die Betriebsräume und zerstörte die Elektrik.
Die Anlage soll genutzt werden für
- Radioastronomie
- Beobachtung interplanetarischer Missionen
- Amateurfunk (interkontinentale Kommunikation mit dem Mond als Reflektor sowie über Amateurfunk-Satelliten)

## Weitere Erdfunkstellen
Ebenfalls von der Deutschen Bundespost errichtet wurden die Erdfunkstelle Fuchsstadt und die Erdfunkstelle Usingen.

## Einzelbelege
1. ↑  Gerhard Ongyerth: Topographie und Kulturlandschaft. In: Georg Paula, Stefanie Berg-Hobohm (Hrsg.): Denkmäler in Bayern – Landkreis Weilheim-Schongau. I.23 Halbband 1. Karl M. Lipp Verlag, München 2003, ISBN 3-87490-585-3, S. XXV.
2. ↑  Student Satellite Initiative Munich e. V.ssimuc.de (Memento vom 27. April 2010 im Internet Archive)
3. ↑  ESA-Homepage des ESMO-Teams der Technischen Universität München
4. ↑  ESA concludes student ESMO Moon orbiter project. Archiviert vom Original am 1. August 2012; abgerufen am 3. Juni 2012 (englisch).
5. ↑  Das Radom als Labor. Abgerufen am 6. Oktober 2012.
6. ↑  Orkan-Böen: Zugausfälle, umgewehte Bäume und herumfliegende Dixi-Klos. Augsburger Allgemeine, 28. Februar 2020.
7. ↑  Radomhülle in Raisting zerstört. Kreisbote Weilheim-Schongau, 28. Februar 2020.
8. ↑  Nachrichten: Sturmschaden am Radom in Raisting, In: Monumente, Ausgabe 2/2020, S. 35